# Cucullia achilleae
Cucullia achilleae är en fjärilsart som beskrevs av Achille Guenée 1852. Cucullia achilleae ingår i släktet Cucullia och familjen nattflyn. Inga underarter finns listade i Catalogue of Life.